# Amélie Perrin
Amélie Perrin, née le 30 mars 1980 à Dreux (Eure-et-Loir), est une athlète française spécialiste du lancer du marteau.
Toujours sur le podium des championnats de France entre 2004 et 2010, Perrin ne remporte cependant jamais l'or, dans l'ombre de Manuela Montebrun et Stéphanie Falzon. Elle participe aux Jeux olympiques d'été de 2008.

## Biographie
Amélie Perrin naît d'un père ouvrir et d'une mère au foyer et grandit dans un appartement proche du stade à Saint-Lubin-des-Joncherets. Amélie s'y rend à neuf ans avec des amis. Elle essaye plusieurs disciplines athlétiques mais la révélation se fait à douze lorsqu'elle se met au lancer sur les conseils de l'entraîneur du club Régis Cocu. Celui-ci, venant du demi-fond, se forme sur cette discipline, prend les conseils d'autres coachs et devient le mentor d'Amélie pour toute sa carrière. Perrin débute par le disque et se fait rapidement remarqué.
En avril 1995 à Epernon, elle efface le record de France minimes (46,84 m). Deux ans plus tard, c'est celui des cadettes qui tombe à Villeneuve-d'Ascq (55,94 m),. La licenciée du VS Chartres rafle tout dans les catégories jeunes. Amélie gagne au disque, mais aussi au marteau. À vingt ans, elle est convoquée pour la première fois en équipe de France pour un match international à Vittel. En 2002, pour sa dernière année en espoirs, la Lubinoise signe un nouveau doublé aux championnats de France. On lui demande cependant de quitter le VSC, coûtant trop chère pour les finances exsangues du club. À contre-cœur, elle décide de concourir sous licence individuelle puis intègre l'A3 Tours au bout de quelques mois. À vingt-quatre ans, son cœur balance toujours entre disque et marteau. Cependant, pour continuer le haut niveau, elle doit choisir et prend le marteau où sa marge de progression semble plus grande. « Ma petite taille était un handicap pour le disque ». Le choix est payant : en quelques mois, elle augmente son record d'un gros mètre cinquante (67,12 m) et s'invite sur la seconde marche du podium des championnats de France.
En juin 2006 à Cercy-la-Tour, elle explose son record de deux mètres avec un jet mesuré à 70,35 m puis quinze jours plus tard à Sotteville-lès-Rouen elle améliore encore (71,38 m). Elle réalise la seconde meilleure performance de tous les temps derrière Manuela Montebrun. Sa performance lui permet d'être retenue pour sa première compétition internationale en équipe de France : les championnats d'Europe. Mais, le dos bloqué, elle n'obtient que la 12e place. La déception est encore plus grande quelques semaines plus tôt aux championnats de France où, annoncée favorite en l'absence de Montebrun, elle termine un seconde pour la troisième fois consécutive. Lors des championnats du monde 2007, elle est logiquement éliminée en qualifications (20e). Au quotidien, Perrin est chef d'équipe dans une usine de conditionnement de DVD. Elle fait les 2 x 8 et son salaire n'excède pas le SMIC. Les quelques primes d'engagement sur les concours négociées et une dotation avec un équipementier ne suffisent pas.
L'année suivante, elle ne veut pas rater les Jeux olympiques (minima à 71,25 m). Mais des problèmes physiques et le moral flanche jusqu'à penser à l'arrêt. Après deux mois autour des 68 m, le 2 juillet à Strasbourg, elle se libère est atteint 71,36 m. Le 8 août, la lanceuse eurélienne défile dans le stade olympique pour la cérémonie d'ouverture. Dix jours plus tard, submergée par la pression après un échauffement à 70 m, elle perd tous ses moyens en qualifications sans son entraîneur convalescent (victime d'un AVC quelques mois plus tôt). Elle termine non-classée. Elle poursuit sa carrière jusqu'en 2015 mais ne participe pas aux Mondiaux l'année suivante, ni aux JO 2012. Elle obtient tout de même la 3e place aux France 2010.

## Palmarès
Championnats de France
- 2e en 2004, 2005, 2006 et 2007
- 3e en 2008, 2009 et 2010

Jeux de la Francophonie
- 2e en 2005
- 3e en 2009